# Idiochlora berwicki
Idiochlora berwicki är en fjärilsart som beskrevs av Holloway 1976. Idiochlora berwicki ingår i släktet Idiochlora och familjen mätare. Inga underarter finns listade i Catalogue of Life.